# Sövény Aladár
Sövény Aladár (hangul: 쇠베니 얼러다르, Szöbeni Ollodaru, RR: Soebeni Eolleodareu; Kapoly, 1914. február 9. – Budapest, 1980. április 3.) magyar orientalista, Korea-kutató, az 1957-es Magyar–koreai szótár megalkotója.

## Élete
Somogy megyében, Kapolyon született 1914-ben, összesen öt testvére volt. Kecskemétre járt középiskolába, majd 1932-es érettségije után magyar–francia tanulmányokba kezdett a budapesti Pázmány Péter Tudományegyetemen (ma: ELTE). Pröhle Vilmos óráin japán nyelvet hallgatott, amiből 1939-ben szerzett doktori oklevelet. Néhány korabeli folyóiratban (Új Idők és Film-Színház-Irodalom) rendszeresen publikált. Egy ideig egy szombathelyi kereskedelmi iskolában tanított, majd 1941 augusztusában bevonult katonának. A háború után Székesfehérvárott tanított, a helyi mezőgazdasági gimnáziumban.
1951 novemberétől Budapesten élt, és észak-koreai hadiárvákat tanított, akik számára tankönyvet írt, és elkezdte összeállítani a Magyar-koreai szótárat, amely 1957-ben került kiadásra. Lefordította továbbá Han Szorja (Han Sŏr-ya) koreai író Vihar a Tedong (Taedong) felett című regényét. Munkásságáért Észak-Korea a Nemzeti Zászló érdemrend 3. fokozatával tüntette ki. Bár 1953-ban napirendre került a koreai nyelv oktatásának elindítása az ELTE Bölcsészettudományi Karán, a Rákosi-korszakbeli Felsőoktatási Minisztérium nem hagyta jóvá Sövény felterjesztését koreai nyelvi lektori pozícióra. A későbbiekben Phenjan (P'yŏngyang)ban szolgált a Magyar Népköztársaság kulturális attaséjaként, majd hazatérve a budapesti Petőfi Sándor Gimnáziumban tanított. Idős korában az Arany János Nyelviskola tanára volt, ahol japán nyelvet tanított. 1980-ban hunyt el.

## Díjak
- Koreai Népi Demokratikus Köztársaság Nemzeti Zászló érdemrend 3. fokozat